# 维莱圣塞皮尔克
维莱圣塞皮尔克（法語：Villers-Saint-Sépulcre，法語發音：[vilɛʁ sɛ̃ sepylkʁ]）是法国瓦兹省的一个市镇，属于博韦区。

## 地理
维莱圣塞皮尔克（49°21'56"N, 2°12'57"E）面积7.29 平方千米，位于法国上法蘭西大區瓦兹省，该省份为法国北部内陆省份，北起索姆省，西接厄尔省和滨海塞纳省，南至塞纳-马恩省和瓦兹河谷省，东临埃纳省。
与维莱圣塞皮尔克接壤的市镇（或旧市镇、城区）包括：泰兰河畔巴约勒、贝尔特库尔、埃尔姆、泰兰河畔蒙特勒伊、蓬雄、瓦尔吕。

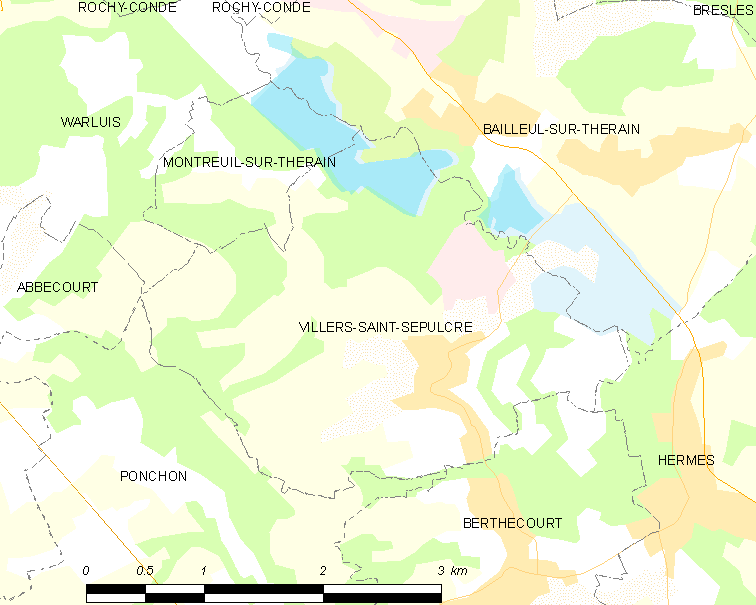
维莱圣塞皮尔克的OSM定位图

维莱圣塞皮尔克的时区为UTC+01:00、UTC+02:00（夏令时）。

## 行政
维莱圣塞皮尔克的邮政编码为60134，INSEE市镇编码为60685。

## 政治
维莱圣塞皮尔克所属的省级选区为韦克桑地区肖蒙县。

## 人口

1962-2008年间维莱圣塞皮尔克人口变化图示

维莱圣塞皮尔克于2022年1月1日时的人口数量为981人。